# سیارک ۵۱۵۶
سیارک ۵۱۵۶ (به انگلیسی: 5156 Golant، نامگذاری:1972KL) پنج هزار و صد و پنجاه و ششمین سیارک کشف شده است که در ۱۸ مه ۱۹۷۲ کشف شد.
قدر مطلق سیارک برابر ۱۳٫۵۰ است.